# Turmuhren-Fabrik Kühn

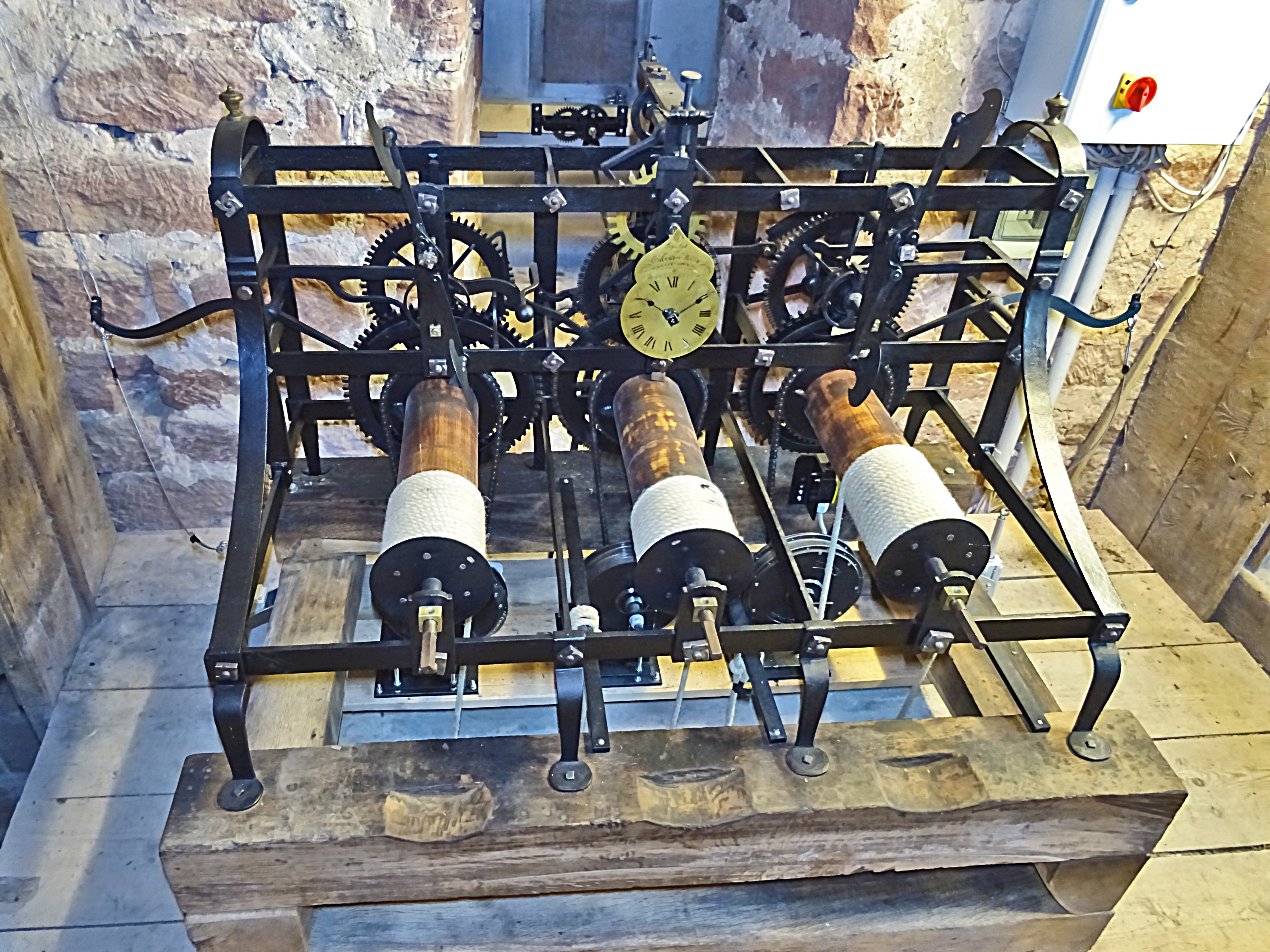
Kühn-Uhr im Schloss Philippsthal

Die Turmuhren-Fabrik Kühn  war eine Uhrenmanufaktur in Gräfenroda in Thüringen, die von Heinrich Kühn 1816 gegründet wurde und über 150 Jahre Turmuhren fertigte.

## Geschichte
Der Turmuhrenbau hatte seinen Ursprung nach 1300. Die Entwicklung von Uhren mit Schlagwerk machte für jedermann die Zeit für einen geregelten Tagesablauf und ein geordnetes Zusammenleben fassbar. So wurden die ersten Turmuhren für Klöster, Kirchen, später auch Rathäuser, Bahnhöfe und größere Betriebe geschaffen. Der Turmuhrenbau hat den Werkzeugbau und die Entwicklung der Werkzeugmaschinen vorangetrieben.

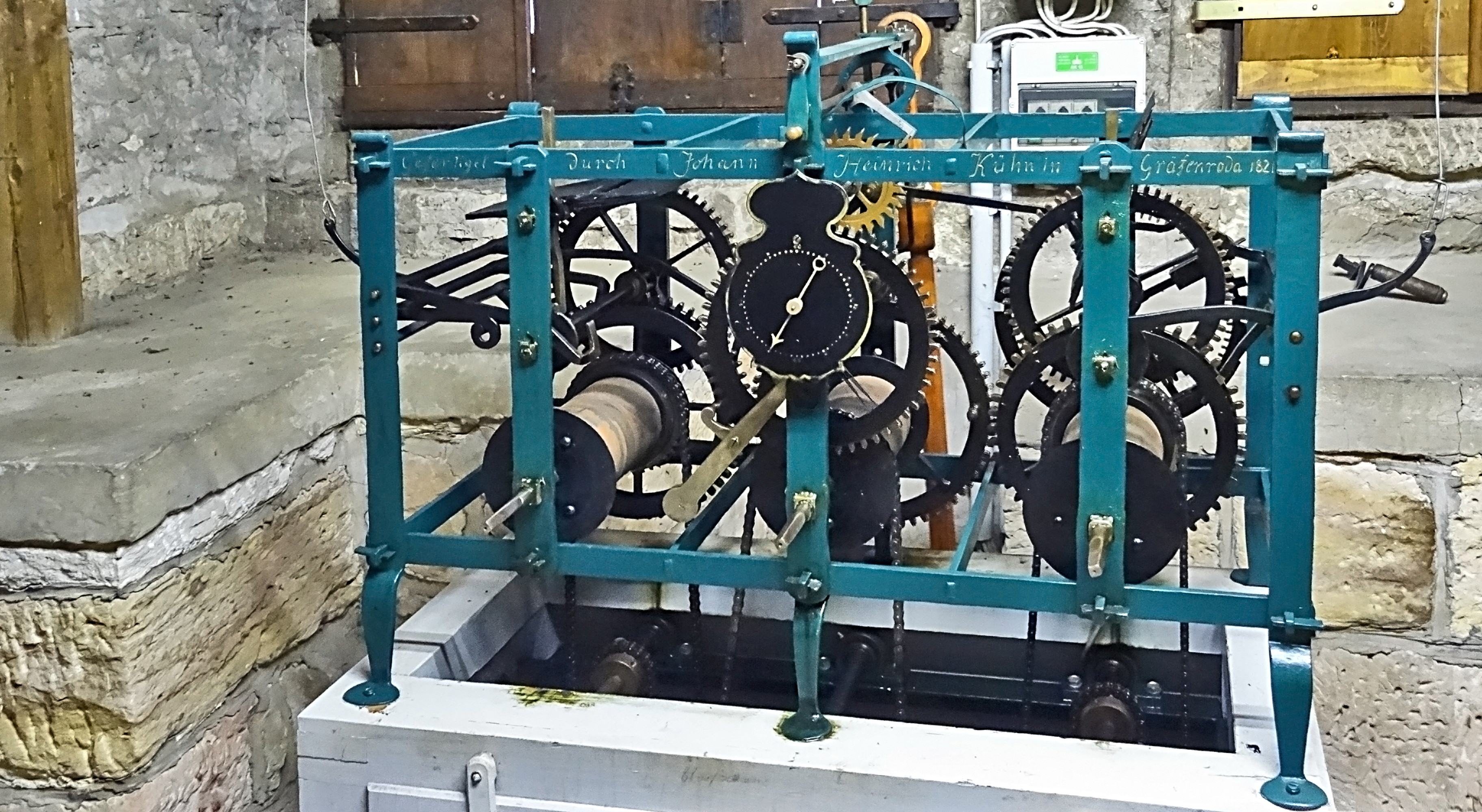
Johann Heinrich Kühn Nr. 3

### 1816–1843: Johann Heinrich Caspar Kühn sen.
Heinrichs Vorfahren waren über mehrere Generationen Nagelschmiede, Schlosser und Uhrmacher im Thüringer Wald. Der Vater, Johann Andreas Kühn (* 20. Februar 1742, † 14. März 1803), reparierte bereits die Turmuhr in Alkersleben und sammelte Taschenuhren. Johann Heinrich Kühn sen. (* 8. Juli 1769, † 6. Dezember 1843) errichtete 1816 in der Bahnhofstraße 18 in Gräfenroda eine Turmuhren-Manufaktur für Schmiede-Turmuhren und läutete damit den industriellen Aufschwung für das kleine Walddorf ein. Für die Traukirche von Johann Sebastian Bach in Dornheim errichtete er die Nr. 1. Die Nr. 3 im Elgersburger Schloss ist dort immer noch zu besichtigen.
Unter Mitwirkung der drei Söhne Johann Heinrich Kühn jun. (* 30. November 1797, † 25. November 1861), Johann Friedrich Kühn (* 23. Februar 1806, † 14. April 1884) und Johann Peter Kühn (* 19. August 1811)  entwickelte sich das Geschäft und firmierte (vermutlich seit 1829) unter Johann Friedrich Kühn & Söhne.

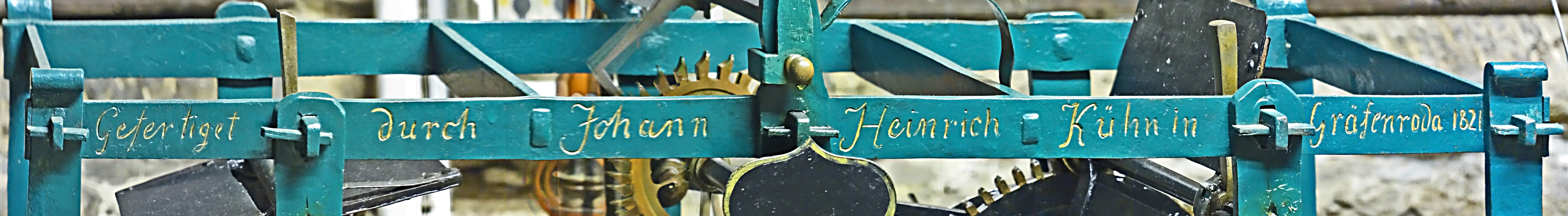
Johann Heinrich Kühn, 1821
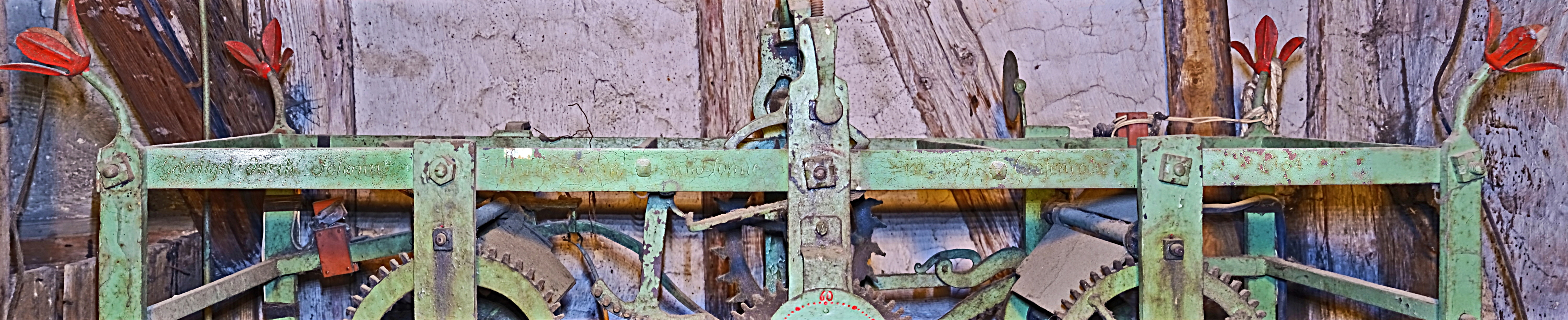
Johann Heinrich Kühn & Söhne, 1834
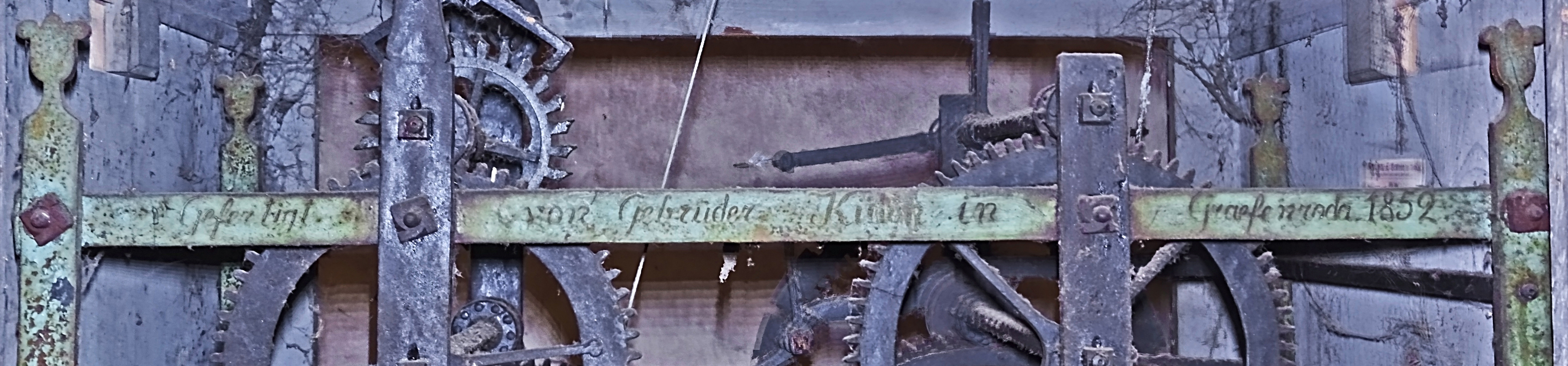
Gebrüder Kühn, 1852
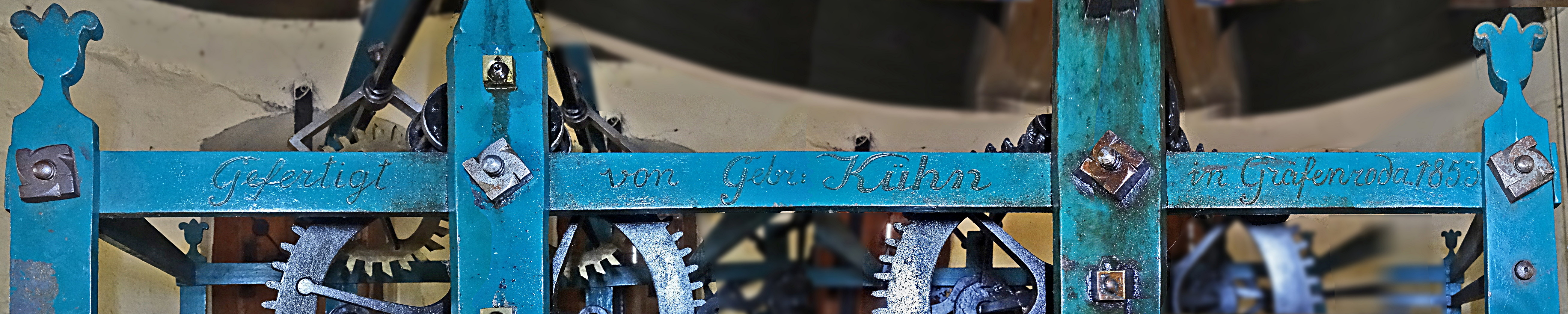
Gebr. Kühn, 1853
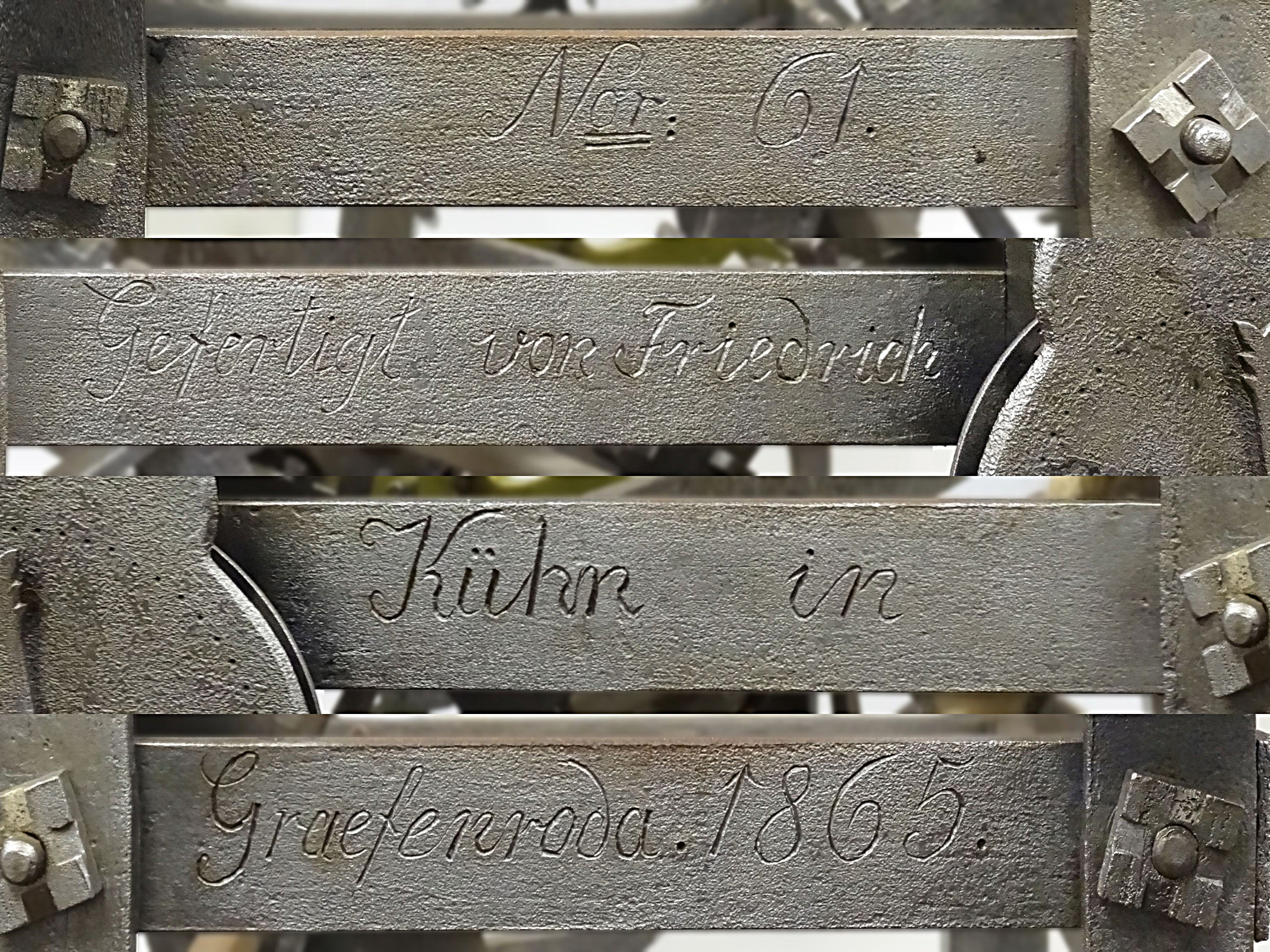
Friedrich Kühn, 1865
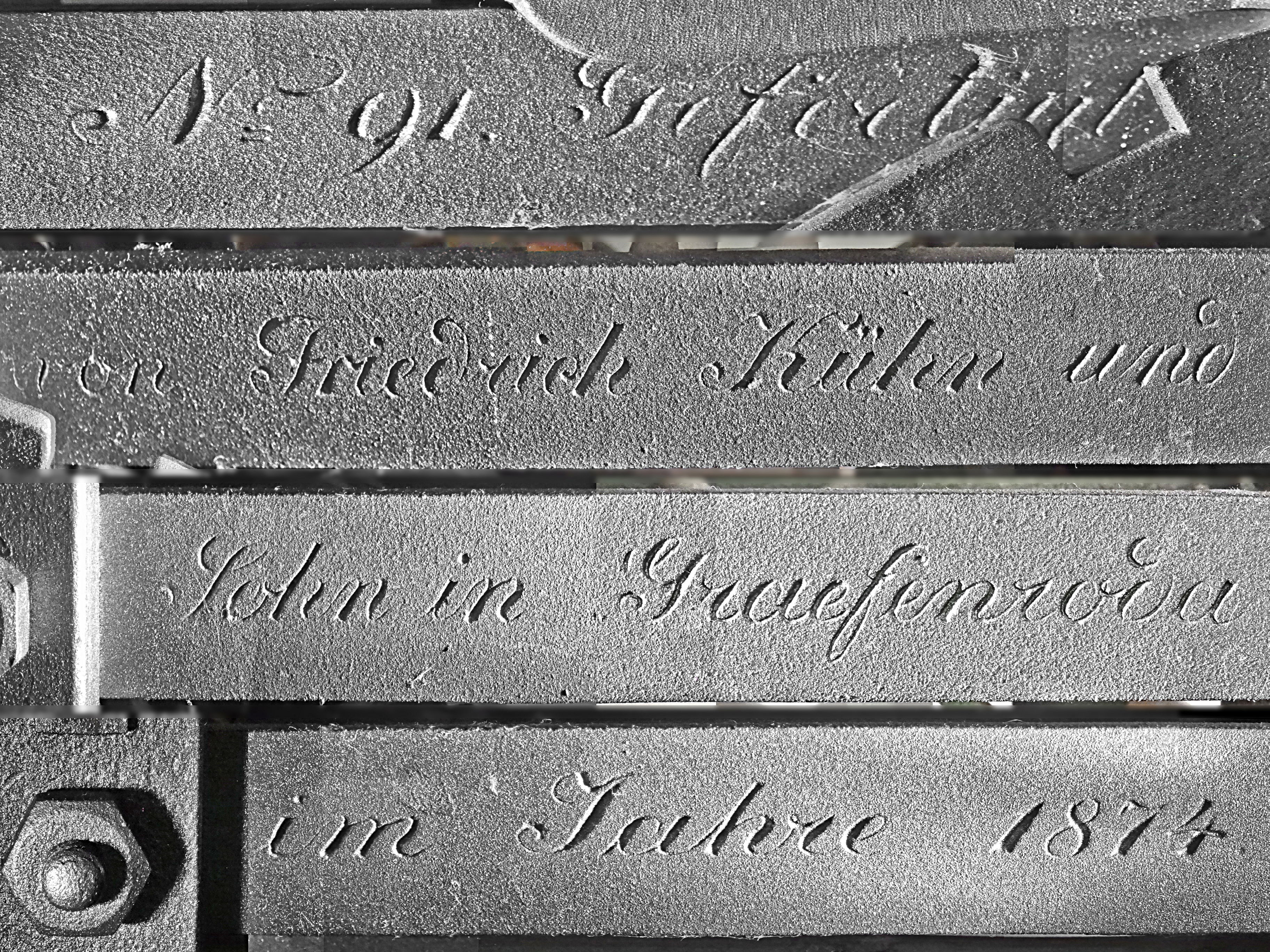
Friedrich Kühn & Sohn, 1874

### 1843–1853 Gebrüder Kühn
Die Söhne Heinrich Kühn jun., Friedrich Kühn und Peter Kühn führten nach dem Tod des Gründers das Geschäft weiter. Um 1847 trennten sich die Brüder, Peter trat aus dem Geschäft aus.
In der Regel wurden die Uhrwerke nummeriert und – entweder auf dem Hilfszifferblatt oder dem oberen Bandeisen – ein Schriftzug aufgemalt oder eingraviert. Als Schmuck- und Erkennungsmerkmal war die Bekrönung der Eckständer mit individuellen Fialen geschmückt.
Bis 1853 finden sich noch Uhren mit graviertem Schriftzug ...Geb(rüder) Kühn....

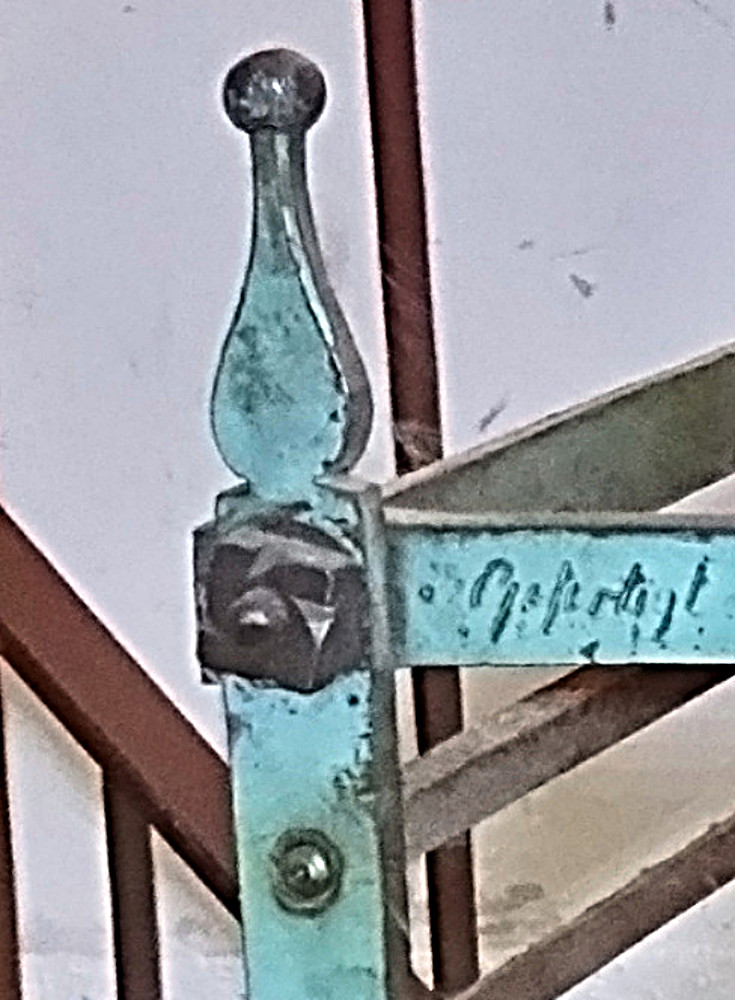
Johann Heinrich Kühn
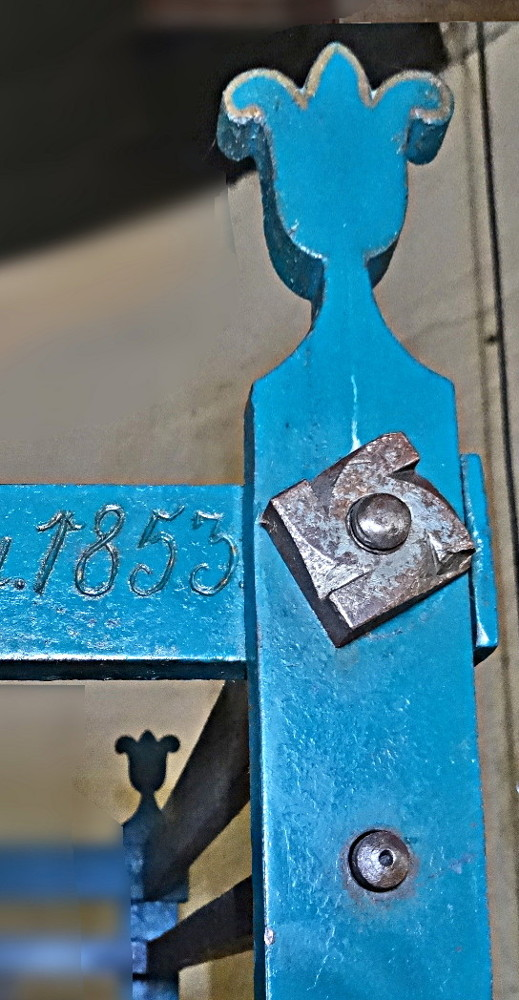
Johann Friedrich Kühn
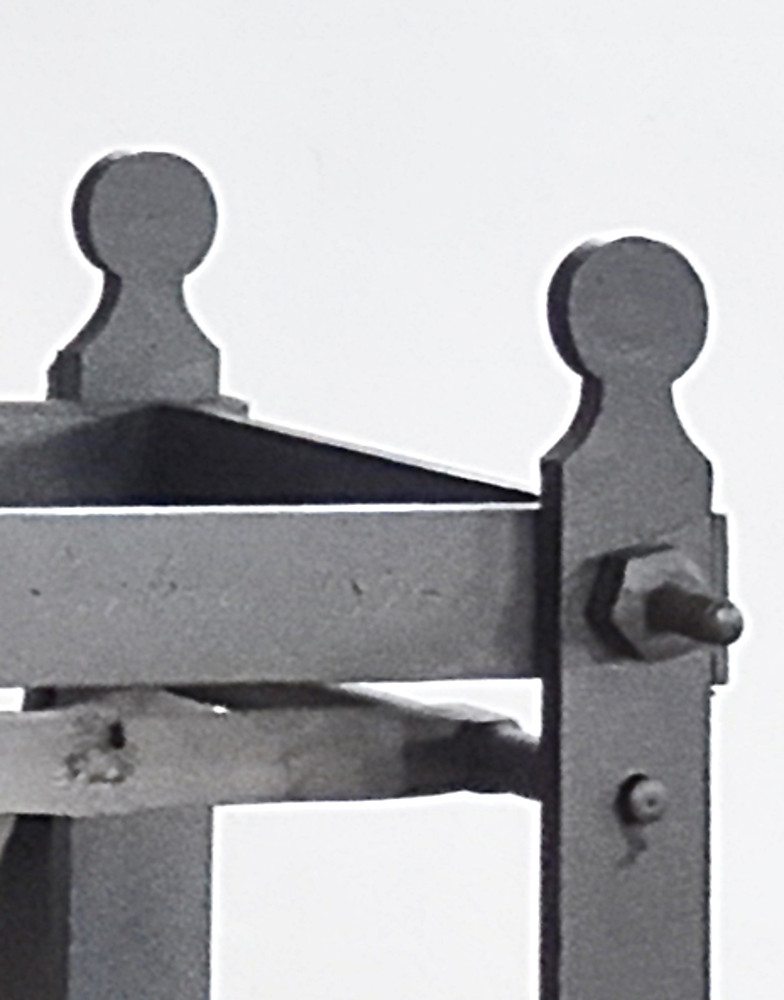
Friedrich Wilhelm Kühn

### 1847(53)–1884 Friedrich Kühn
Bereits ab 1848 (Friedrichswerth) wurden die Schmiedeuhren von Johann Friedrich Kühn mit den typischen Tulpen als Fialen versehen, später mit einem Apfel (Friedrich Wilhelm ?). Bei der ersten allgemeinen Gewerbeausstellung in Gotha 1853 erhielt die Firma eine Belobigung von Herzog Ernst II. für ihre gute Arbeit. Die  Friedrich Kühn & Sohn Turmuhren – Fabrik  fertigte bis zum Tode von Friedrich 140 neue Turmuhren. Einzelne Uhren wurden über die Landesgrenzen nach Hessen und sogar Amerika (1875) verkauft.
Friedrich schuf die Modelle mit verlängertem Walzenrad für längere Laufzeit und später Gestellrahmen in Gusseisen.

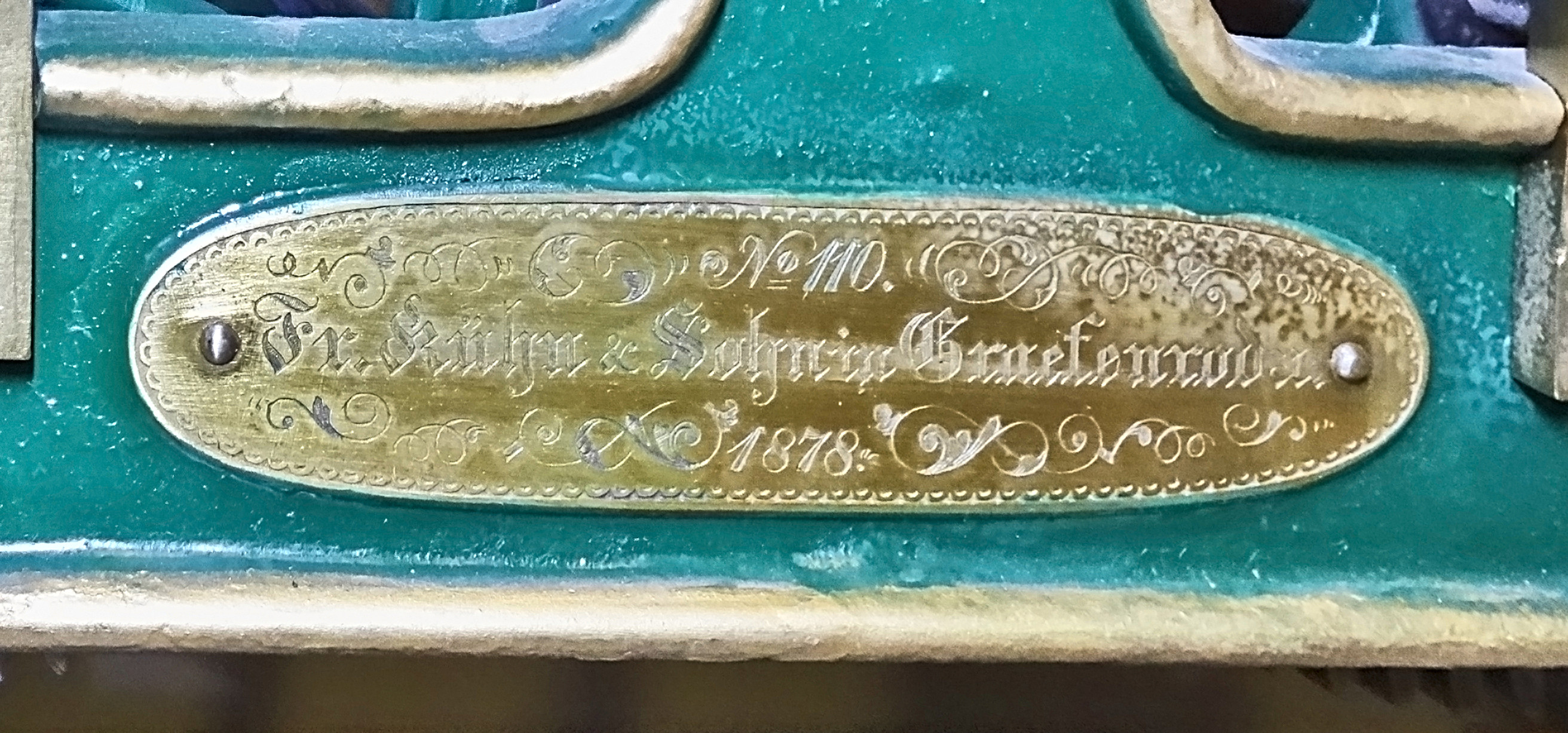
1878
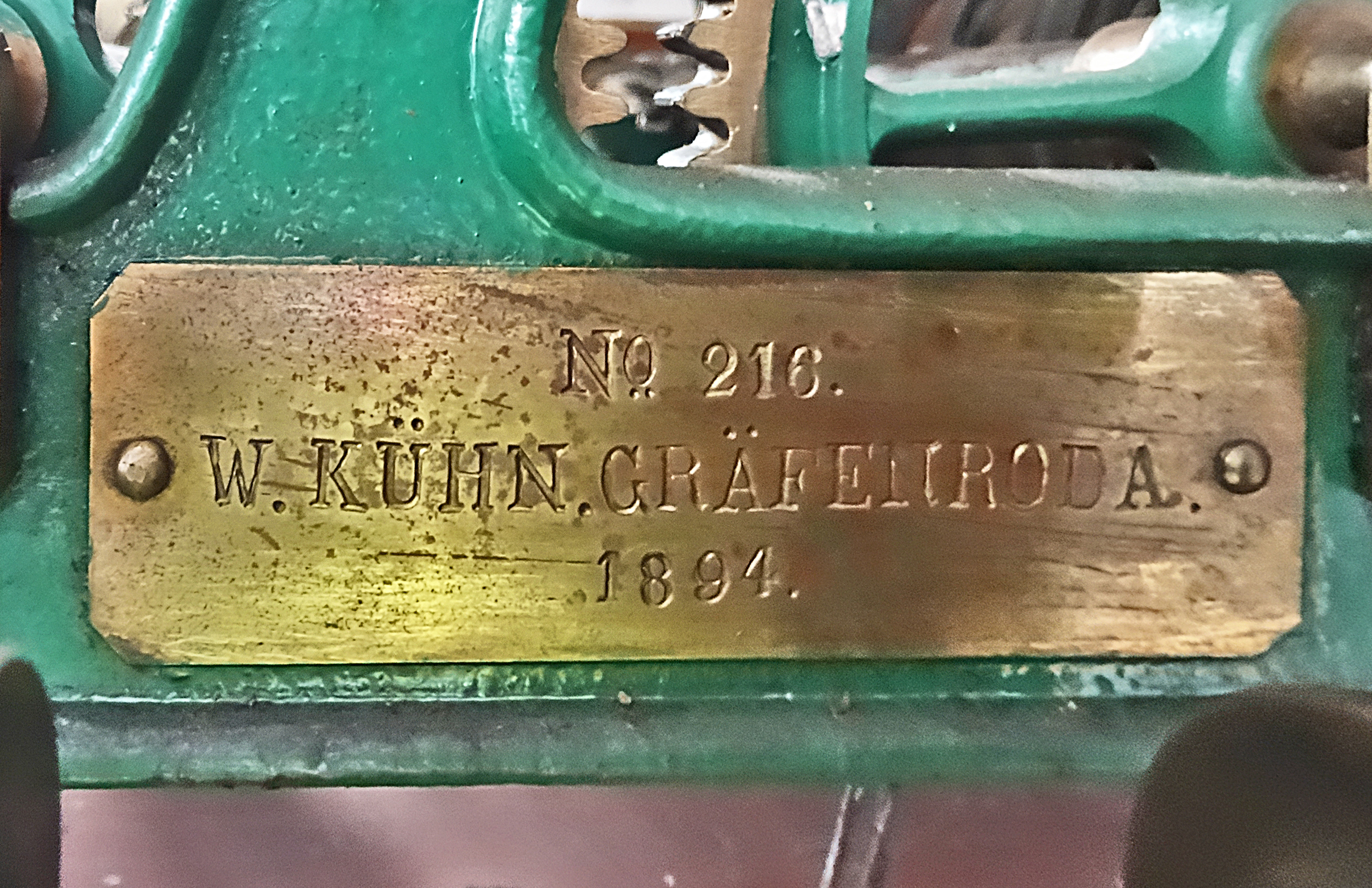
1894
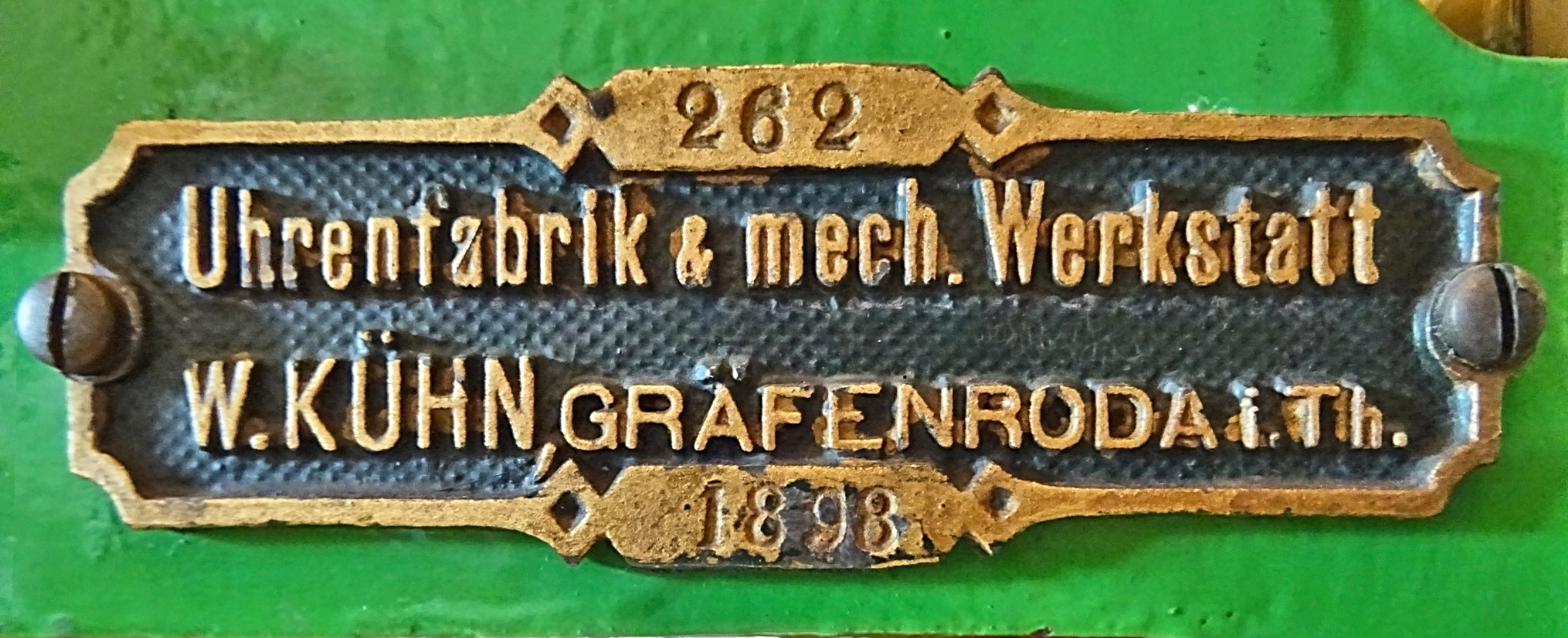
1898
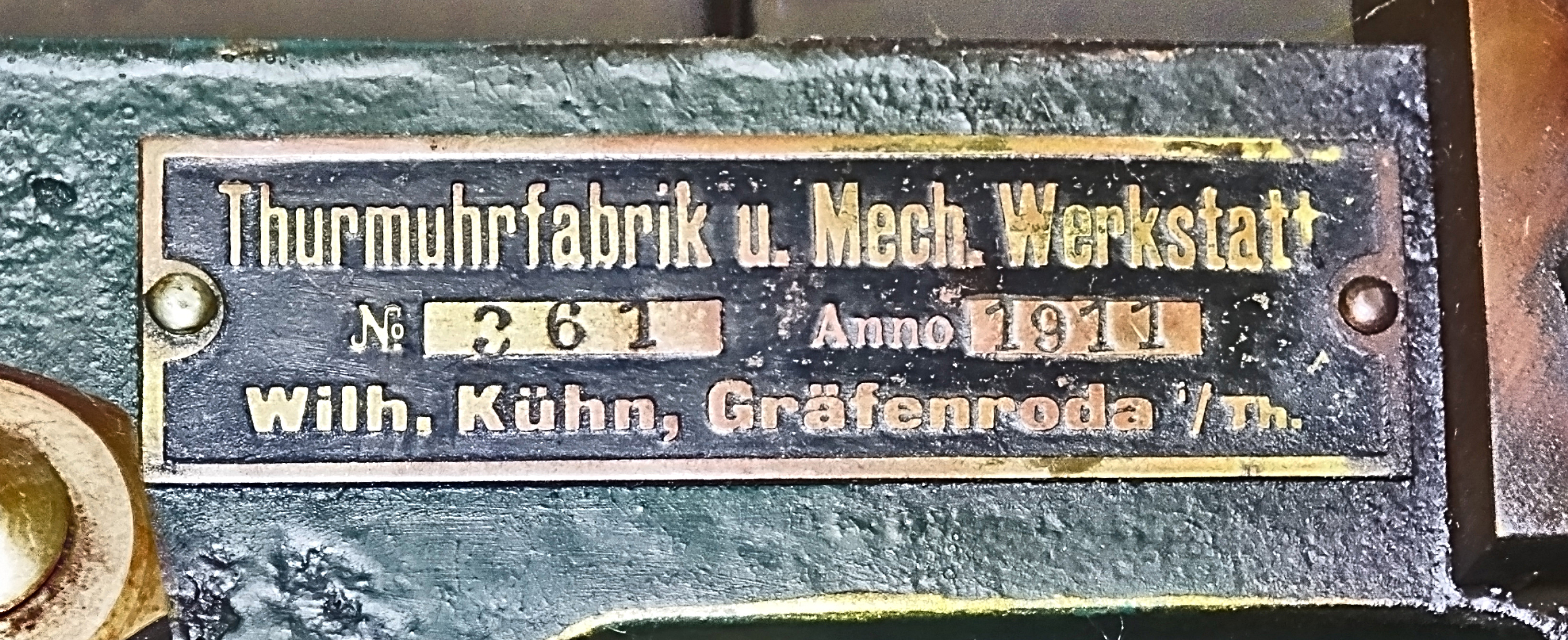
1911
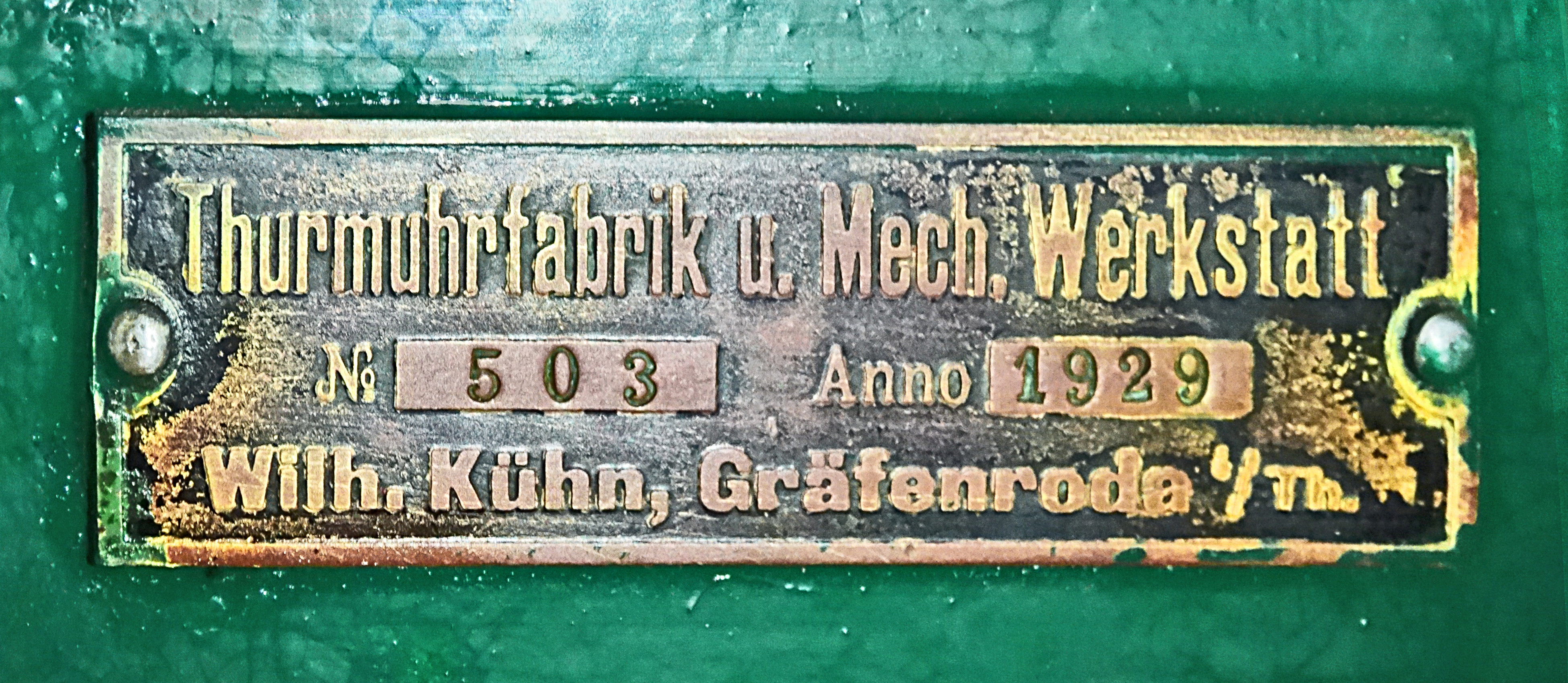
1929
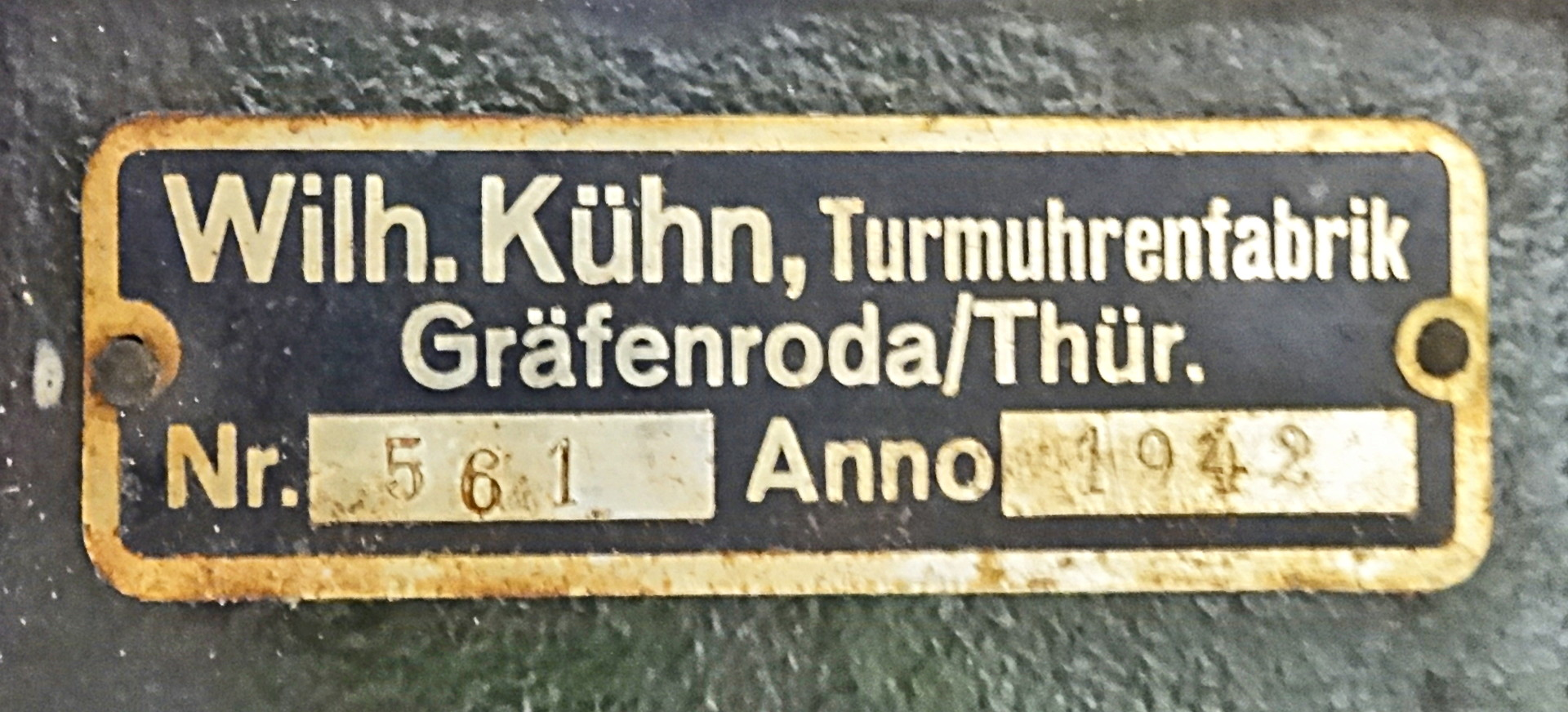
1942

### 1888–1919 Wilhelm Kühn
Friedrichs Sohn Christian Bernhard Friedrich Wilhelm Kühn (* 7. November 1848, † 1. Juli 1919) war seit 1868 (Aufstellung der Uhr in Schloßvippach) in der Firma als Uhrmacher tätig. Nach Friedrichs Tod 1884 übernahm zunächst testamentarisch seine Witwe und 1888 offiziell Wilhelm die Fabrik Wilhelm Kühn vorm. Friedrich Kühn & Sohn Turmuhrenfabrik und mechanische Werkstatt.
Die Kühns erhielten zahlreiche Medaillen, Auszeichnungen und Patente. 1898 die Goldene Staatsmedaille der Landes-Gewerbe-Ausstellung Gotha. Ein Mitarbeiter erfand die Kartoffelreibemaschine.
1909 wurde das florierende Geschäft mit einem Anbau erweitert.
Wilhelm starb 71-jährig und übergab die Firma an seinen 36-jährigen Sohn Alfred Walter Kühn (* 24. Oktober 1883, † 19. November 1946).

### 1919–1946 Walter Kühn
Der Urenkel des Gründers führte die Firma durch Krisen und Schreckenszeiten und fertigte über 100 Uhren. Der Firmenname wurde beibehalten. 1935 eröffnete Walter Kühn im Wohnhaus (Bahnhofstr. 10) ein kleines Geschäft für Reparaturen und Verkauf von Alltagsuhren.
Nach dem Niedergang im Zweiten Weltkrieg und dem Tod Walters 1946 wurde ein Wiederanfang versucht.

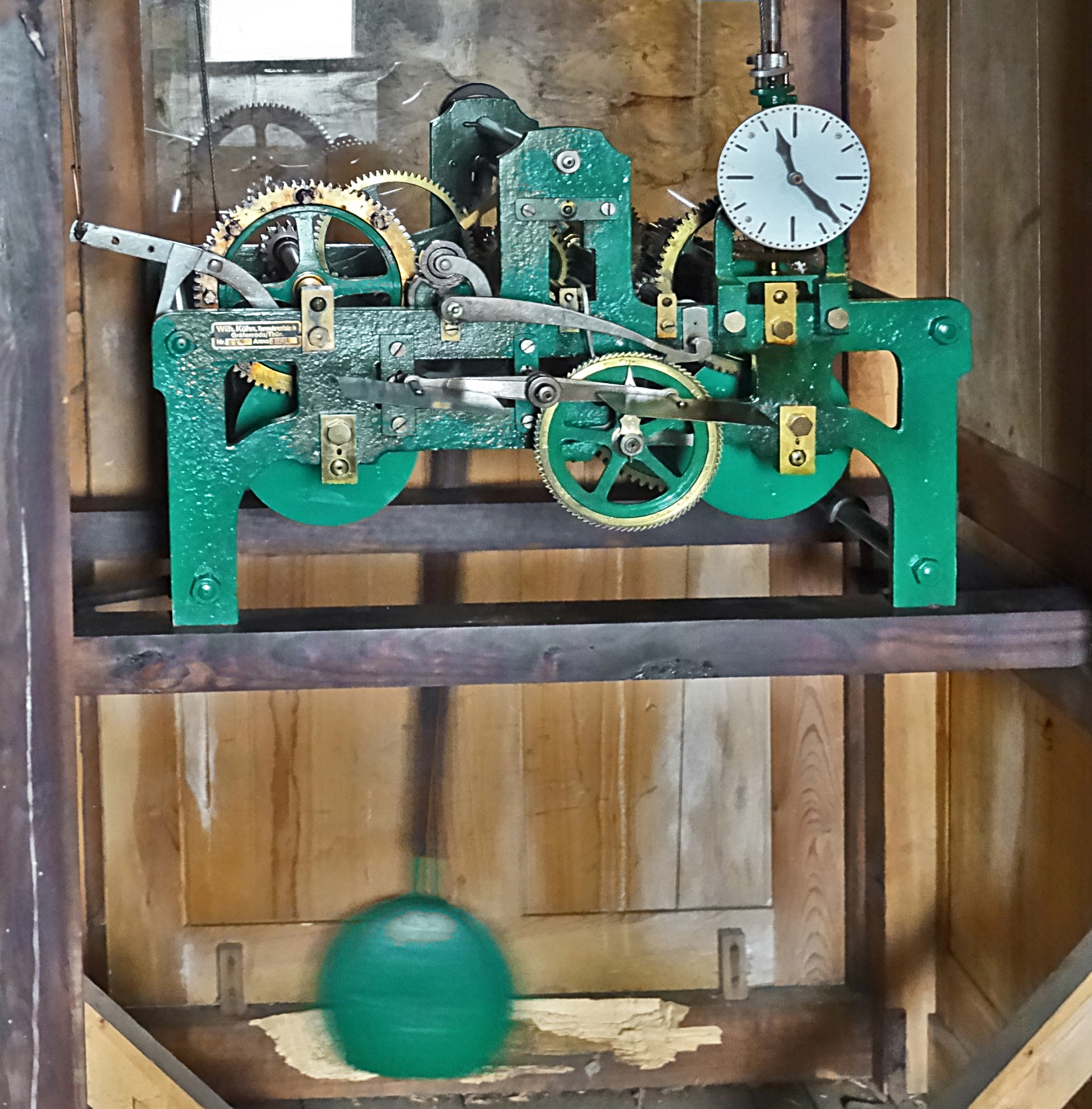
Nr. 574 von 1951

### 1947–1972 Pächter
Von 1947 bis 1956 führte der Mitarbeiter Helmut Heinz (* 25. November 1907, † 17. Januar 1997) die Firma  Turmuhrenfabrik W. Kühn – Inh. H. Heinz  als Pächter weiter, ab 1953 nur noch als Handwerksbetrieb. Von 1956 bis zur Schließung 1972 führte Erich Kloss (Lehrling bei Walter Kühn) die Firma als Pächter weiter mit dem Gehilfen Hermann Rödiger als Zwei-Mann Betrieb. Sein Meisterstück baute er 1959 in das Rathaus Waltershausen ein. Er führte mit Leidenschaft die Firma als  Wilhelm Kühn vorm. Friedrich Kühn & Sohn  bis zur Schließung weiter. Nach 156 Jahren wurde die Firma im März 1972 aus dem Handelsregister gelöscht.